# Викенд мртваца
Викенд мртваца (мкд. Викенд на мртовци) је југословенски филм први пут приказан 8. јуна 1988. године. Режирао га је Никола Коле Ангеловски а сценарио је написао Миле Поповски.

## Радња
Црна комедија чији је главни лик Тасе, ситни чиновник и његова покојна супруга Ката.
Ката је преминула у болници у Скопљу, где су медицинске сестре замениле њено тело са другом преминулом женом.
Зато Тасе мора да замени тело са банкаром Климетом из Охрида.
Тасе живи у Прилепу...Ту почиње трагикомедија...

## Улоге
| Глумац                   | Улога               |
| ------------------------ | ------------------- |
| Димче Мешковски          | Тасе Стопарески     |
| Владимир Дади Ангеловски | Климе Глупчев       |
| Благоја Чоревски         | Кирца               |
| Ђорђи Јолевски           | Чанде               |
| Гоце Тодоровски          | Ацко                |
| Снежана Михајловић       | Таца                |
| Јовица Михајловски       | Ноне                |
| Ташко Начић              | Томислав            |
| Тодорка Кондова          | Атина               |
| Игор Џамбазов            | Владимир Спирковски |
| Велимир Бата Живојиновић | Генерален директор  |
| Јелисавета Сека Саблић   | Секретарка          |
| Младен Крстевски         | Чуре                |
| Александра Петковић      | Мица                |
| Катерина Кочевска        | Медицинска сестра   |

Остале улоге ▼
| Глумац                    | Улога    |
| ------------------------- | -------- |
| Јохн И. Апелгрен          | Зетот    |
| Марин Бабић               | Свадбар  |
| Георги Дампе Бисерков     | Агент 2  |
| Видосава Грубач           | Рајна    |
| Диме Илијев               | Келнерот |
| Љиљана Јовановска         | Ерна     |
| Марија Кондовска          | Ана      |
| Томе Моловски             |          |
| Димитар Спасески          |          |
| Благоја Спиркоски Џумерко | Агент И  |
| Соња Здравковска          | Светлана |